# Rhythms del Mundo – Cuba
Rhythms del Mundo – Cuba ist ein Album, auf dem bekannte kubanische Son-Musiker mit international bekannten Rock- und Pop-Musikern zusammengearbeitet haben. Vertreten sind beispielsweise Ibrahim Ferrer und Omara Portuondo vom Buena Vista Social Club sowie Coldplay, U2, Sting, Dido, Arctic Monkeys, Franz Ferdinand und Rodrigo y Gabriela.
Alle an diesem Album  beteiligten Künstler unterstützen die britische Organisation Artists' Project Earth in ihrer Kampagne Stop Global Warming. Die Vereinigung, die als Opferhilfe bei Naturkatastrophen eintritt, ist darum bemüht, ein neues Bewusstsein für die Gefahren von Klimaveränderungen und der globaler Erwärmung anzuregen.
Die Stücke auf dem Album sind im kubanischen Musikstil Son Cubano produziert und eingespielt, aber von den Originalinterpreten gesungen. Neben Musikstücken wie Clocks von Coldplay, Better Together von Jack Johnson, She Will Be Loved von Maroon 5, High and Dry von Radiohead befindet sich mit As Time Goes By darauf auch die letzte Aufnahme des im Jahr 2005 verstorbenen mehrfachen Grammy-Preisträgers Ibrahim Ferrer.
Das Album wurde vom April 2005 bis Juni 2006 in den Abdala Studios in Havanna aufgenommen. Es arbeiteten viele Musiker des Buena Vista Social Clubs mit, unter anderem Barbarito Torres, Amandito Valdes, Virgilio Valdes, Angel Terri Domech, Manuel Mirabal, Orlando López und Demetrio Muniz. Für die Idee und Produktion des Projekts zeichnen Kenny Young und das aus Deutschland stammende Produzententeam Berman Brothers verantwortlich.
2008 entstand mit Rhythms del Mundo – Cubano Alemán nach dem gleichen Prinzip ein Album mit deutschen Künstlern. Das Album Rhythms del Mundo – Classics wurde im Juli 2009 veröffentlicht. Weitere Alben nach diesem Prinzip sind Rhythms del Mundo – Revival und Rhythms del Mundo – Africa aus den Jahren 2010 bzw. 2012.

## Titelliste
1. Clocks – Coldplay – 5:01
2. Tonight – Reamonn – 3:35
3. Better Together – Jack Johnson – 3:27
4. Dancing Shoes – Arctic Monkeys – 2:29
5. One Step Too Far – Dido & Faithless – 3:17
6. As Time Goes By – Ibrahim Ferrer  – 3:10
7. I Still Haven't Found What I'm Looking For – U2 & Coco Freeman – 4:53
8. She Will Be Loved – Maroon 5 – 4:05
9. Modern Way – Kaiser Chiefs – 3:58
10. Killing Me Softly – Omara Portuondo (Cover von Roberta Flack) – 4:27
11. Ai no Corrida – Vania Borges feat. Quincy Jones – 4:30
12. Fragilidad – Sting – 4:17
13. Don't Know Why – Vania Borges (Cover von Norah Jones) – 3:10
14. Hotel Buena Vista – Aquila Rose & Idania Valdez – 3:27
15. The Dark of the Matinee – Coco Freeman feat. Franz Ferdinand – 3:58
16. High and Dry – El Lele de Los Van Van feat. Radiohead (Samples) – 5:14
17. Casablanca (As Time Goes By) – Ibrahim Ferrer & Omara Portuondo – 3:10 (Bonustrack)

Es existiert eine weitere Version mit nur 16 Titeln, darauf fehlt der Titel mit der Nummer 2 Tonight.